# Греческая церковь на Греческой площади
Церковь Святого Великомученика Димитрия Солунского при греческом посольстве — утраченный православный храм в Санкт-Петербурге, единственная греческая церковь города. Была построена в 1861—1865 годах греческой общиной. Разрушена советскими властями в 1962 году.

## История

### Греческая община до постройки отдельного храма
С самого начала существования Санкт-Петербурга в нём в небольшом количестве проживали греки. Первоначально греческая слобода находилась на северном берегу реки Мойки в районе Миллионной улицы. Основную часть греческой общины составляли мастеровые Адмиралтейской верфи.
После пожара 1737 года.  для Греческой слободы был определён участок в Песках, рядом с Лиговским каналом.
С ростом общины, в 1763 году поступило предложение построить каменную церковь святой Екатерины для греческих богослужений. Однако в связи с сохранявшейся малочисленностью греков предложение не прошло. В начале XIX века грекам был выделен придел Казанского собора, где впоследствии служил приглашённый из Константинополя греческий архимандрит Григорий (Виглерис). Настоятелем был также архимандрит Неофит (Пагида) (1835—1892).

### Отдельная церковь
После Крымской войны греческая община количественно выросла. В результате, в конце 1850-х годов греки попросили предоставить место у Лиговского канала для строительства трёхпрестольного храма.
Для строительства храма городской администрацией по воле императора Александра II была предоставлена бывшая Летняя Конная площадь. Сразу после этого греческая община стала собирать средства на постройку храма. В связи с тем, что собранных денег было достаточно лишь на возведение часовни, грек-предприниматель Дмитрий Бенардаки предложил передать эти средства на возрождение русской посольской Троицкой церкви в Афинах, а строительство храма в Санкт-Петербурге взял на свой счёт.

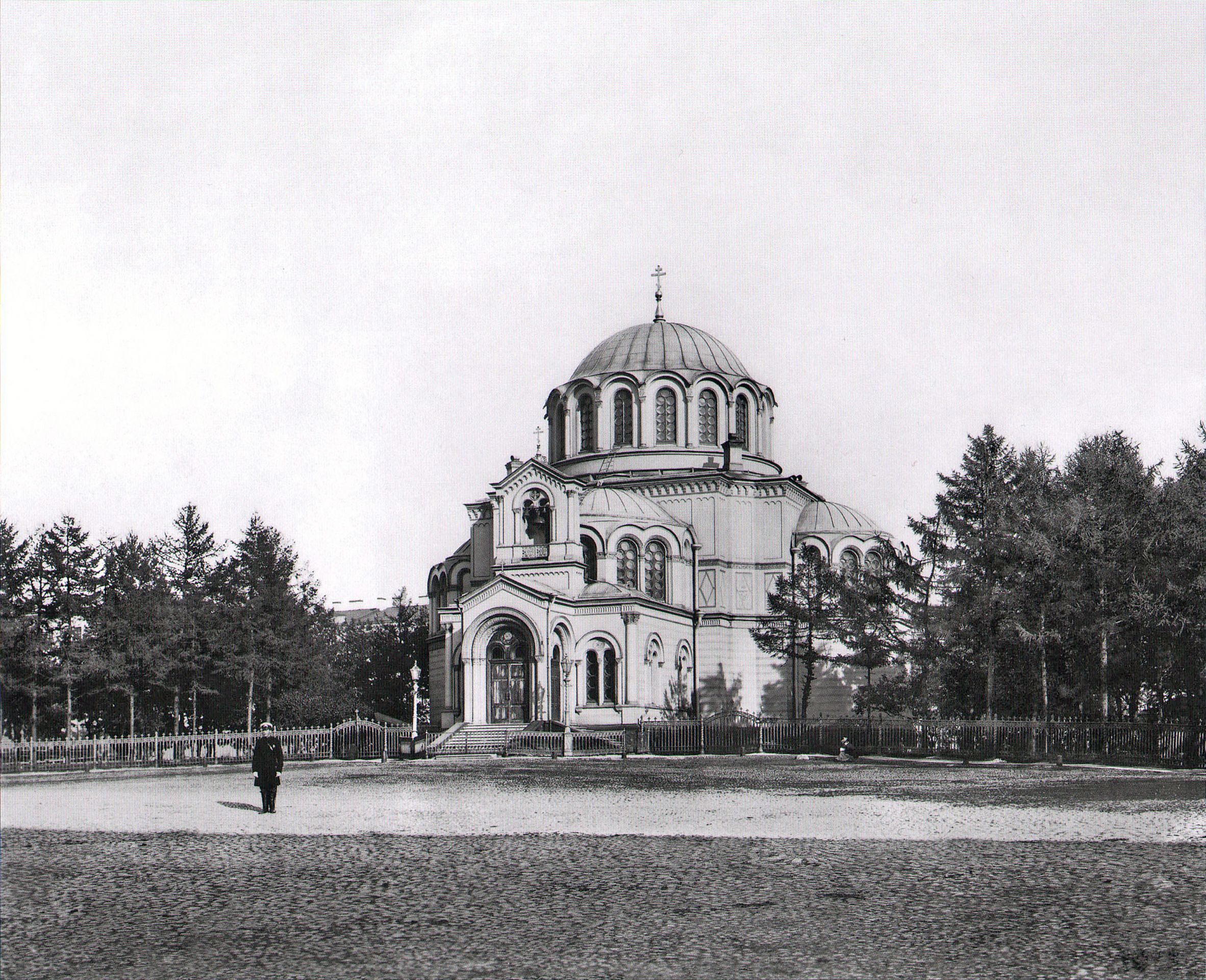
Греческая церковь ок. 1913 года

Закладка храма во имя святого Димитрия Солунского состоялась 25 мая (6 июня) 1861 года. Церковь строилась по проекту архитектора Романа Кузьмина, долгое время прожившего в Греции. Одновременно с возведением храма предполагалось построить странноприимный дом.
31 октября (12 ноября) 1865 года митрополит Исидор (Никольский) освятил храм. На торжестве присутствовали министр иностранных дел князь Александр Горчаков и греческий посол; члены общины были одеты в национальные костюмы. Ранее, 25 октября (6 ноября), был освящён нижний придел.
Богослужения в храме совершались на греческом и славянском языке. Церковь принадлежала греческому посольству. Долгое время регентом хора был композитор Брагин, написавший специально для церкви музыку к греческой литургии.
Торжественными памятными днями в храме считались: престольный праздник, царские дни греческого королевского дома и Благовещение Пресвятой Богородицы — день освобождения Греции от турок.
В 1886 году в храме был произведён реставрационный ремонт под руководством архитектора Андрея Афанасьева, роспись обновил Н. А. Сидоров.

### Закрытие и снос храма
Теперь так мало греков в Ленинграде,

что мы сломали Греческую церковь,

дабы построить на свободном месте

концертный зал.

…

В церковный садик въехал экскаватор

с подвешенной к стреле чугунной гирей.

И стены стали тихо поддаваться.
Богослужения в храме прекратились в 1938 году, окончательно он был закрыт 11 января 1939 года. Имущество было частично передано в музейный фонд. Само здание было передано 2-му районно-жилищному управлению Смольнинского района, в нём разместился военно-учебный пункт.
Во время Великой Отечественной войны в храм попала немецкая авиабомба, которая, пробив главный купол, осталась лежать на мраморном полу, не взорвавшись. Здание было огорожено и в таком состоянии простояло несколько лет.
Полуразрушенный храм простоял до 1962 года, когда был снесён как «малохудожественный». Снос здания описал Иосиф Бродский в стихотворении «Остановка в пустыне».
16 ноября 1962 года на месте снесённого храма началась подготовка строительства концертного зала «Октябрьский».
В 1997 году закончилась неудачей попытка получить разрешение на строительство рядом с местом храма Димитриевской часовни по проекту архитектора Владимира Зайцева. Весной 2003 года на средства российских греков на Греческой площади был установлен памятник Иоанну Каподистрии.

## Архитектура, убранство
Однокупольный храм был построен в «подлинно византийском стиле». В его сооружении использовались конструктивные приемы и декоративные мотивы византийской архитектуры VI—XI века: пологий главный купол и боковые полукупола — конхи, перекрывающие гранёные выступы, примыкавшие к центральному зданию церкви. Также характерными для византийской архитектуры были и аркады, придававшие церкви чрезвычайно живописный вид.
Церковь трёхпридельная с большим световым барабаном. Со стороны восточного фасада были пристроены диаконник и ризница, к западной апсиде примыкал притвор с возвышающейся звонницей. Храм вмещал до 1000 человек.
Храм был обнесён оградой, а вокруг него был разбит сад.
Интерьер был отделан красным мрамором. Орнаментальная роспись на цветном фоне «по образцам древнейших храмов в Константинополе» была исполнена Константином Брамсоном, роспись в технике энкаустики — профессором Петром Шамшиным. Все надписи были выполнены на греческом языке. В южной апсиде и куполе находились образы Христа; в северной апсиде — Богоматери; в алтарной апсиде — «Тайной вечери». Пол в центре был выложен из белого мрамора.
Иконы в одноярусном ореховом иконостасе были написаны маслом по золотому фону в Греции. На Царских вратах, по традиции, находилась икона Благовещения Пресвятой Богородицы, на северных дверях — архангела Гавриила, южных — святого архидиакона Стефана.
Посреди храма висел на цепях серебряный хорос на 200 свечей, изготовленный из оксидированного серебра.
В храме хранились списки чудотворных икон, почитаемых греками:
- Благовещения Пресвятой Богородицы
- Великомученицы Параскевы

Божией Матери «Милующей»
Кроме того, в храме находился крест с частицей Животворящего Креста.
В стену южной пристройки к алтарю была вделана доска с надписью: «Православный храм сей во имя святого Димитрия Солунского заложен во славу Божию 25 мая 1861 года усердием и иждивением отставного поручика Димитрия Егоровича Бенардаки в бытность полномочным министром греческого короля в Санкт-Петербурге князя И. М. Суццо при сотрудничестве греческого генерального консула И. Е. Кондоянаки по проекту, составленному строителем сего храма профессором архитектуры Р. И. Кузьминым».
В подвальном этаже были устроены отопительные пневматические печи.
В нижнем приделе, устроенном для совершения панихид, размещалась усыпальница семьи Бенардаки. В 1962 году при раскопках фундамента рабочие обнаружили гранитную плиту с небольшой пластиной, под которой находилось несколько предметов и российские монеты различного достоинства чеканки 1867, 1869 и 1870 годов. Под плитой была расположена ниша со стенами, облицованными белым кафелем, на дне которой находился металлический гроб с мумифицированным телом Дмитрия Егоровича Бенардаки. В теле отсутствовало сердце, обнаруженное впоследствии в музее кафедры судебной медицины Санкт-Петербургской академии им. Мечникова. 2 сентября 2011 года тело Дмитрия Бенардаки обрело долгожданный покой в некрополе Александро-Невской Лавры.